# ایواتو (ووهیپنو)
ایواتو (به لاتین: Ivato) یک منطقهٔ مسکونی در ماداگاسکار است که در وهیپنو واقع شده‌است. ایواتو ۲٬۶۹۸ نفر جمعیت دارد.